# 美國滙豐融資
美國滙豐融資有限公司（HSBC Finance Corporation）為滙豐集團成員，位於美國伊利諾伊州庫克縣，提供消費融資服務。

## 历史
滙豐融資源自1878年成立的Household International, Inc.，以及始創於1948年的Metris Companies Inc.。
2003年3月，滙豐集團收購Household International, Inc.，以加強集團在北美的業務實力；2005年，滙豐融資再收購Metris Companies Inc.。
是項收購提升了滙豐在美國消費借貸、按揭融資、信用卡和信貸保險等市場的全國覆蓋面。除此之外，滙豐融資亦在加拿大、英國以至其他滙豐附屬分行提供融資服務。
近年滙豐融資轉攻按揭業務，由於滙豐融資專長於信用卡及其他無抵押貸款，按揭並非主要業務但過度發展，加上監管在上不夠嚴密，在美國次級房貸風暴下，當地按揭組合的壞帳情況惡化，導致母公司滙豐控股於2007年2月首度發出盈利警告。但是滙豐控股並無意出售滙豐融資，表示會改變貸款政策，並已更換滙豐融資的管理層，從而提升貸款質素。
2009年3月2日滙豐控股結束旗下美國滙豐融資以HFC及Beneficial為品牌的消費貸款業務並會集中全力縮減有抵押及無抵押房地產組合，所涉及的未償還結欠額為620億美元絕大部分分行在履行對客戶的承諾後，亦將關閉，並裁減6100人，每年節省7億美元成本。
2009年11月11日桑坦德銀行以9.04億美元（約70.5億港元）收購滙豐融資旗下汽車融資貸款管理部門及10億美元貸款結欠額
2011年8月10日滙豐控股同意透過其間接全資附屬公司美國滙豐融資有限公司、美國滙豐有限公司、HSBC Technology and Services (USA) Inc.及其他全資聯屬機構，出售其在美國的卡及零售商戶業務(「該業務」)(美國滙豐銀行的信用卡計劃除外)予Capital One Financial Corporation 交易價格327億美元，包括26億美元的溢價，稅後利潤24億美元 對於本次交易，第一資本將以現金和股票形式支付，滙控同意接受7.50億美元1,910萬股第一資本公司股份 於2011年6月30日，該業務資產總值為304億美元，包括296億美元的客戶貸款結欠總額。該業務截至2011年6月30日止半年度的未經審核除稅前及除稅後利潤分別為10億美元及6億美元。
2013年3月5日旗下美國滙豐融資將出售個人非抵押貸款及個人業主貸款組合予Fortress及Newcastle兩大投資集團，現金作價32億美元

## 外部連結
- 北美滙豐控股有限公司 滙豐融資
- HFC Bank
- Beneficial